# Wiewiecko (przystanek kolejowy)
Wiewiecko – przystanek osobowy w Wiewiecku w Polsce, w województwie zachodniopomorskim, w powiecie łobeskim, w gminie Węgorzyno, na północ od jeziora Dobrowo.

## Ruch pasażerski
| Rok  | Wymiana pasażerska na dobę |
| ---- | -------------------------- |
| 2017 | 0-9                        |
| 2022 | 10-19                      |

## Połączenia
- Drawsko Pomorskie
- Runowo Pomorskie
- Stargard
- Szczecin
- Szczecinek